# Cloudově nativní síťová funkce
Cloudově nativní síťová funkce, anglicky Cloud-native Network Function, CNF, je způsob softwarové implementace síťových funkcí nebo aplikací dříve realizovaných fyzickým zařízením, a to pomocí linuxových kontejnerů (obvykle orchestrovaných systémem Kubernetes).
Ve standardech ETSI NFV jsou cloudově nativní síťové funkce zvláštním typem virtualizovaných síťových funkcí (VNF) a jsou orchestrovány podobně jako VNFs pomocí architektury ETSI NFV MANO a deskriptorů nezávislých na technologii (např. TOSCA, YANG). U CNF horní vrstvy architektury ETSI NFV MANO (tj. NFVO a VNFM) spolupracují s funkcí správy služeb kontejnerové infrastruktury (CISM), která je typicky implementována pomocí cloudově nativních orchestračních řešení (například Kubernetes). Odlišnost CNF od VNF (virtualizované síťové funkce), jedné ze složek virtualizace síťových funkcí, je přístup k jejich orchestraci.
Charakteristickými vlastnostmi cloudově nativních síťových funkcí jsou:
- kontainerizované mikroslužby, které spolu komunikují přes standardizovaná RESTful API
- malé nároky na výkon, se schopností horizontálního škálování
- nezávislost na hostovaném operačním systému, protože CNFs funguje jako kontejnery
- správa životního cyklu pomocí Kubernetes s využitím repozitářů obrazů kontejnerů jako je např. OCI Docker, a OS kontejner runtime.

## Vztah k VNF
Začleněním vylepšení používaných v internetové infrastruktuře řeší CNF různé problémy, kterými trpí starší přístup VNF. Mezi tato vylepšení patří automatické škálování, podpora modelu nasazení s kontinuálním doručováním/DevOps, a zvýšení efektivity díky sdílení společných služeb v rámci celé platformy. Díky zjišťování služeb a orchestraci je systém založený na CNF odolnější proti selhání uzlů. Specifikací kritérií pro klasifikaci a charakterizaci cloudově nativních VNF implementací lze nalézt v ETSI GS NFV-EVE 011.

## Cloud Native Computing Foundation
Projekt Cloud Native Computing Foundation aktivně podporovaný nadací Linux Foundation aktivně podporuje společnosti v přispívání do projektů s otevřeným zdrojovým textem jako Kubernetes nebo Prometheus, na nichž mohou být cloudové nativní síťové funkce založeny. V rámci projektu CNCF byl také vytvořen testovací prostor CNF Testbed s cílem usnadnit společné testování různých cloudově nativních síťových funkcí.